# كتاب الطبيخ (البغدادي)

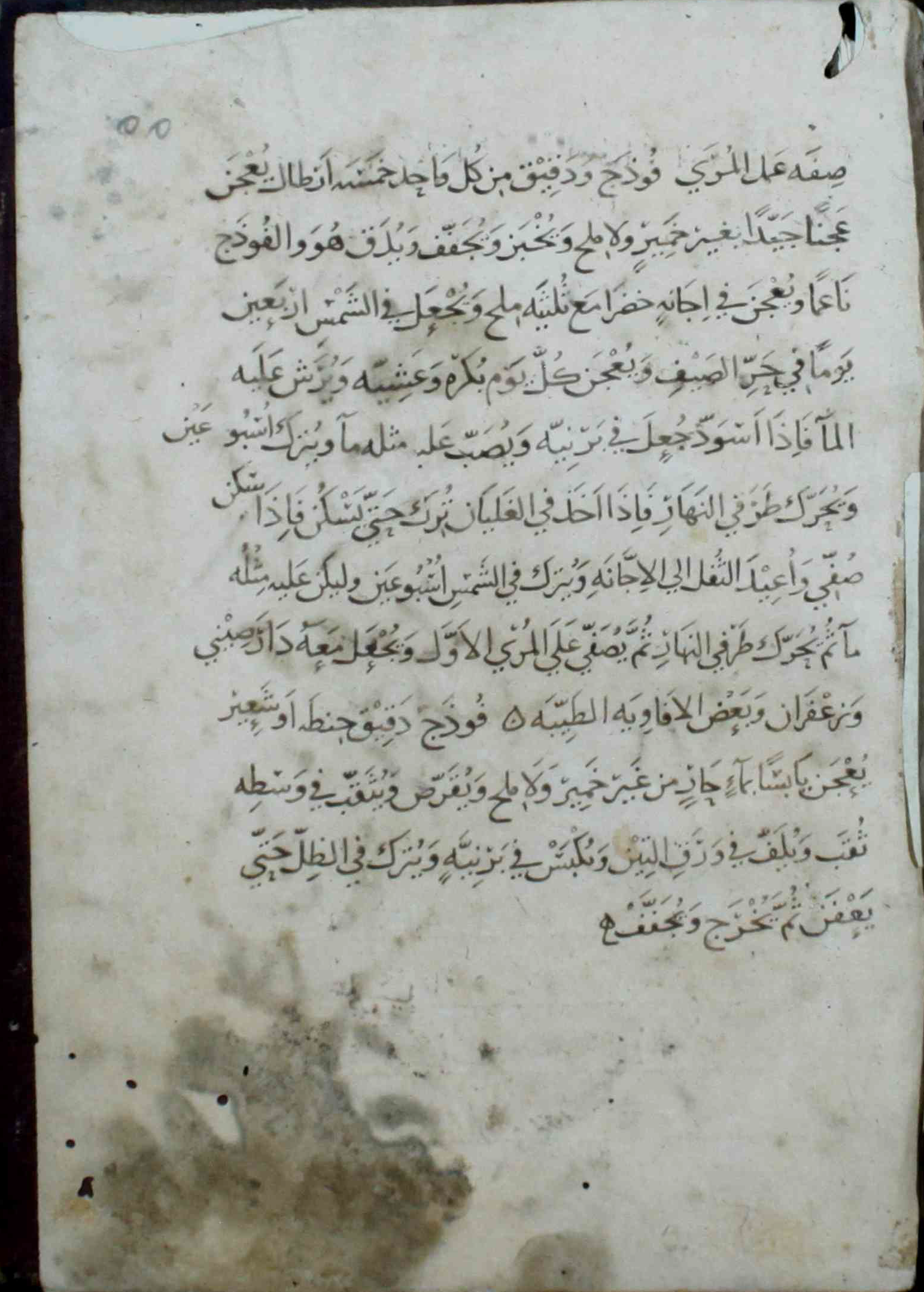
صفة عمل المُرِّيُّ - من آخر مخطوط كتاب الطبيخ - مخطوط آيا صوفيا رقم ٣٧١٠ ، في مكتبة السليمانية.

كتاب الطبيخ لمحمد بن حسن البغدادي هو كتاب طبخ ألّفه محمد بن حسن البغدادي، وأُعيد نشره عام 1934 في الموصل. أُخذ نصّه من مخطوطة تعود إلى عام 623 هـ، الموافق 1226م، قبل سقوط بغداد بـ33 سنة. يحتوي الكتاب على وصفات أطعمة كانت تُحضّر في عهد الدولة العباسية، مُرفقاً معها بيان كيفية طهيها. يُعد الكتاب من المصادر التاريخية للأطعمة والأطباق العربية المُندثرة، إذ ندر وجود المصادر عن أطباق العرب قديماً. الكتابُ من أقدم كتب الطبخ التي وصلت إلينا، إلا أنه ليس أقدمها، فسبقه عدد من الكتب منها كتاب الطبخ لابن سيار الوراق الذي يذكر بدوره العديد من كتب الطبخ العربية الأقدم.

## تاريخ تحقيق الكتاب
كانَ أول من حققه داؤد الجلبي الموصلي بسنة 1934 عن نسخةٍ عثر عليها هو بخزانة كتب جامع آيا صوفية في استنبول. ويشير الجلبي إلى أن النسخة التي حققها كتبها المؤلف بخط يده. وبسنة 1964، أعاد فخري البارودي نشر الكتاب في دمشق بدار الكتاب الجديد. وتوالت لاحقاً النسخ المطبوعة تحت أسماء مختلفة، من مثل تحقيق وتقديم قاسم السامرائي بسنة 2014 من دار الوراق للنشر (لندن)، وكذلك صدرت طبعة من دار ضفاف للطباعة والنشر (بغداد) بسنة 2016 أعادت نشر كتاب الجلبي الأول.

## وصلات خارجية
- كتاب الطبيخ ومعجم المآكل الدمشقية.
- أدب الطبخ.. ماذا كتب العرب عن حكايات الطعام؟